# Giby
Giby (Lituano: Gibų valsčius) è un comune rurale polacco del distretto di Sejny, nel voivodato della Podlachia.

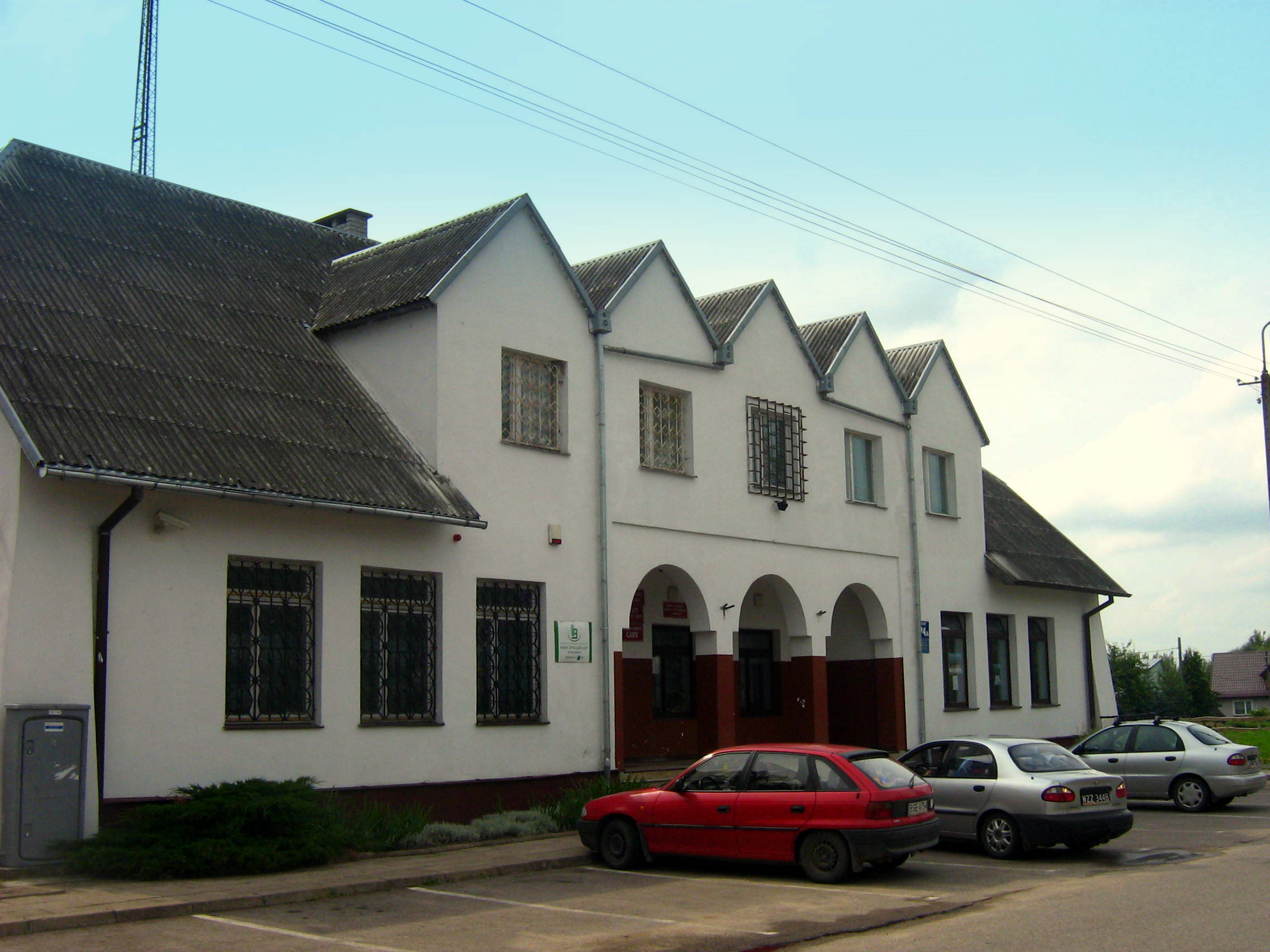
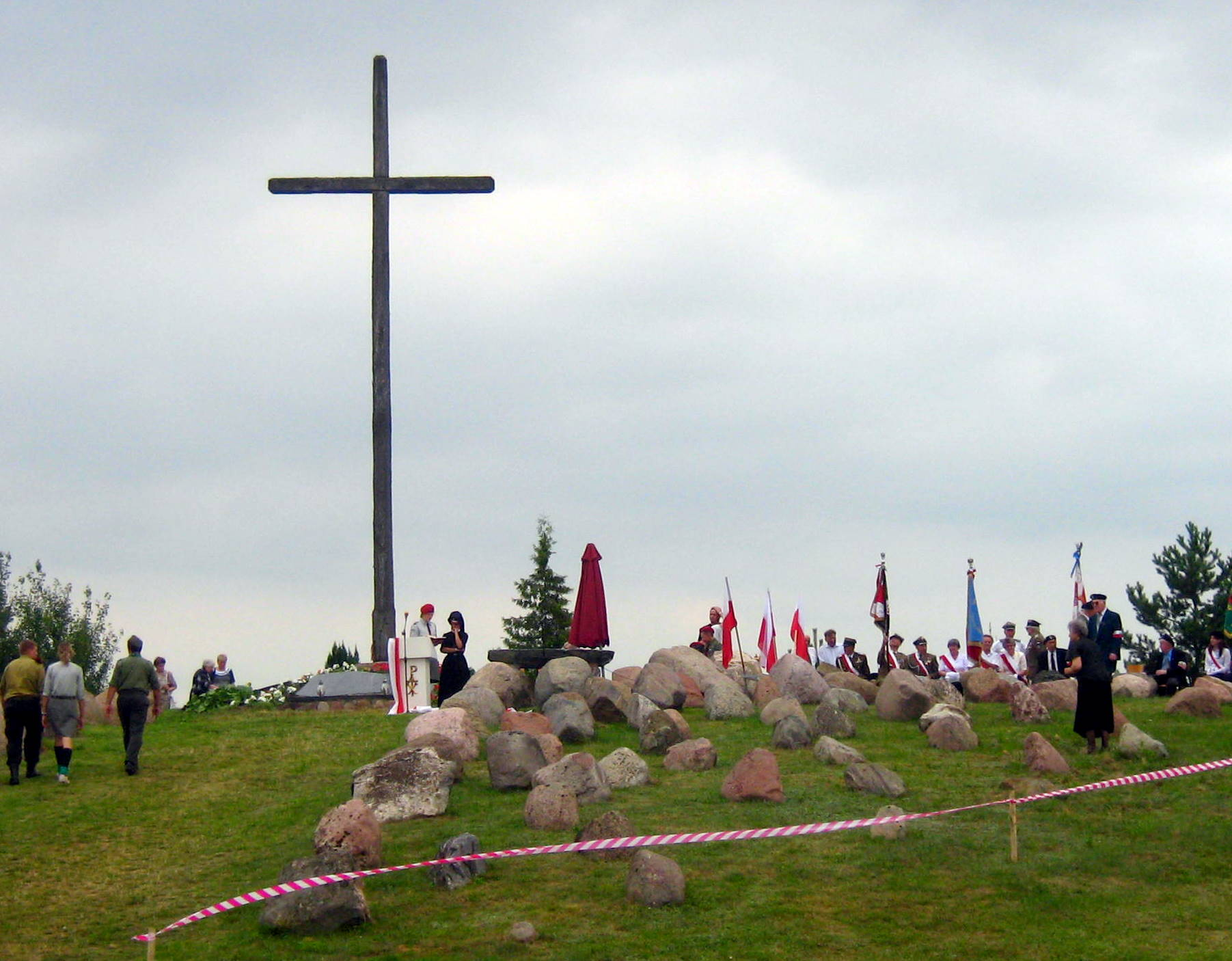
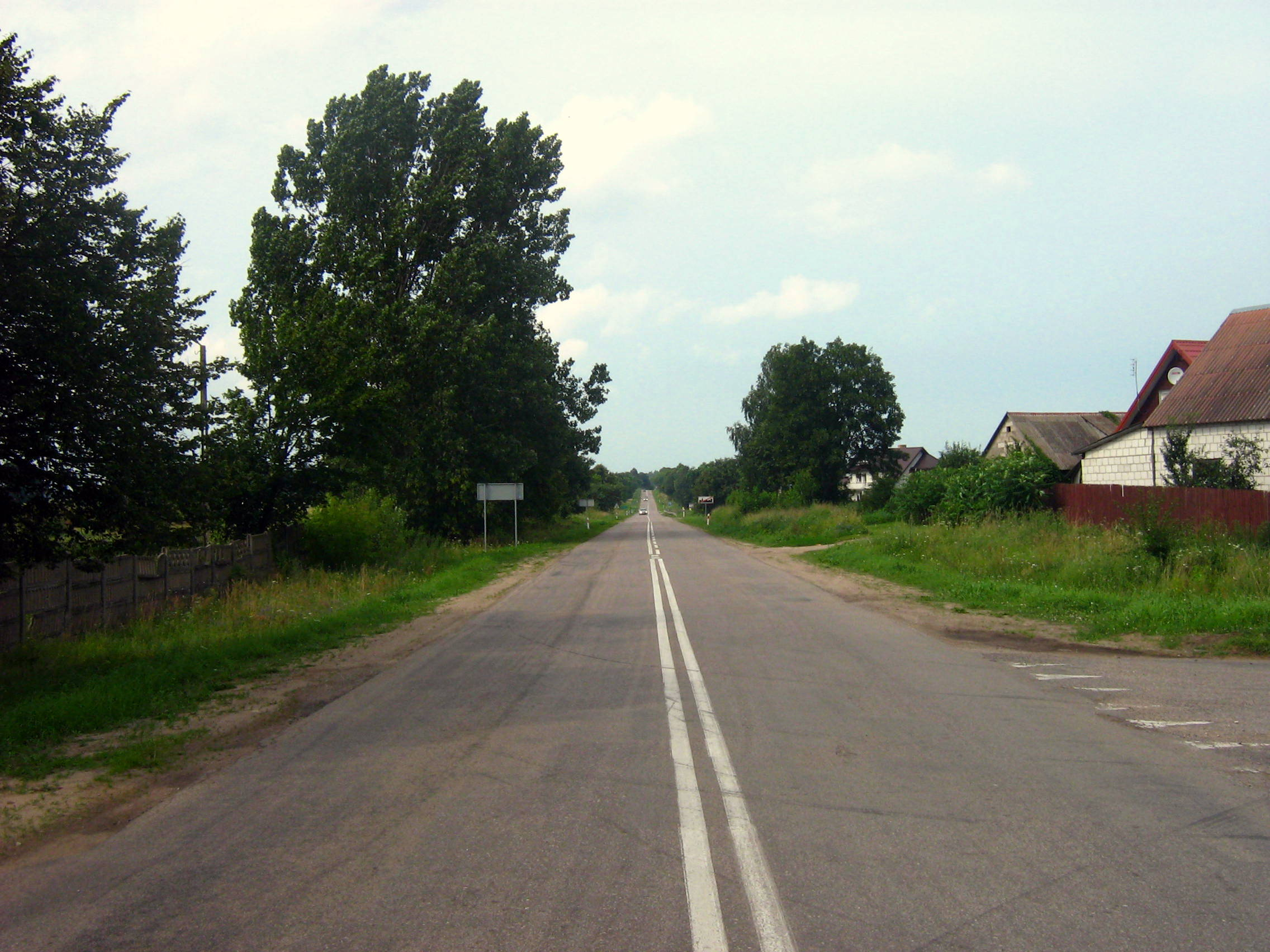
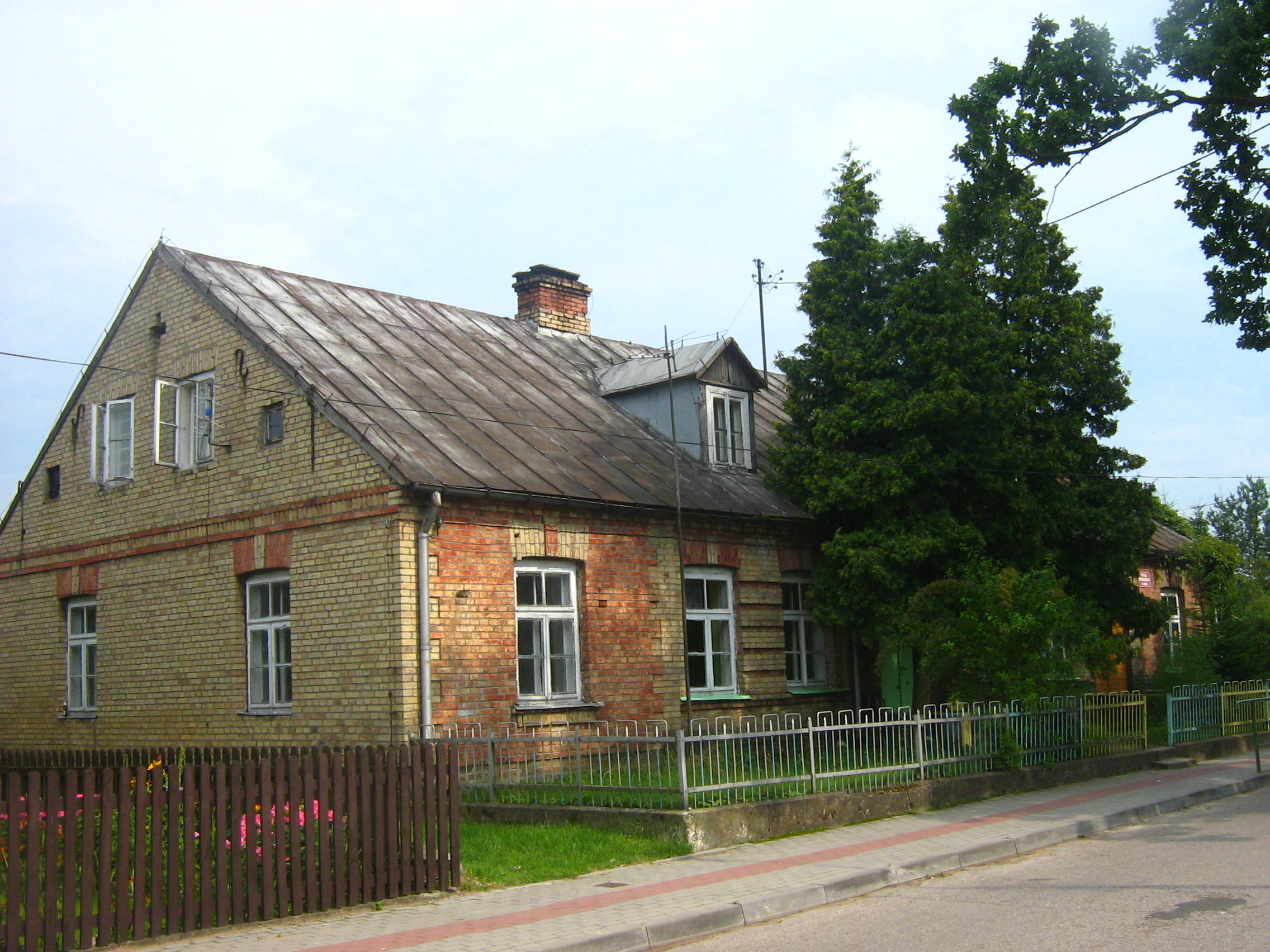
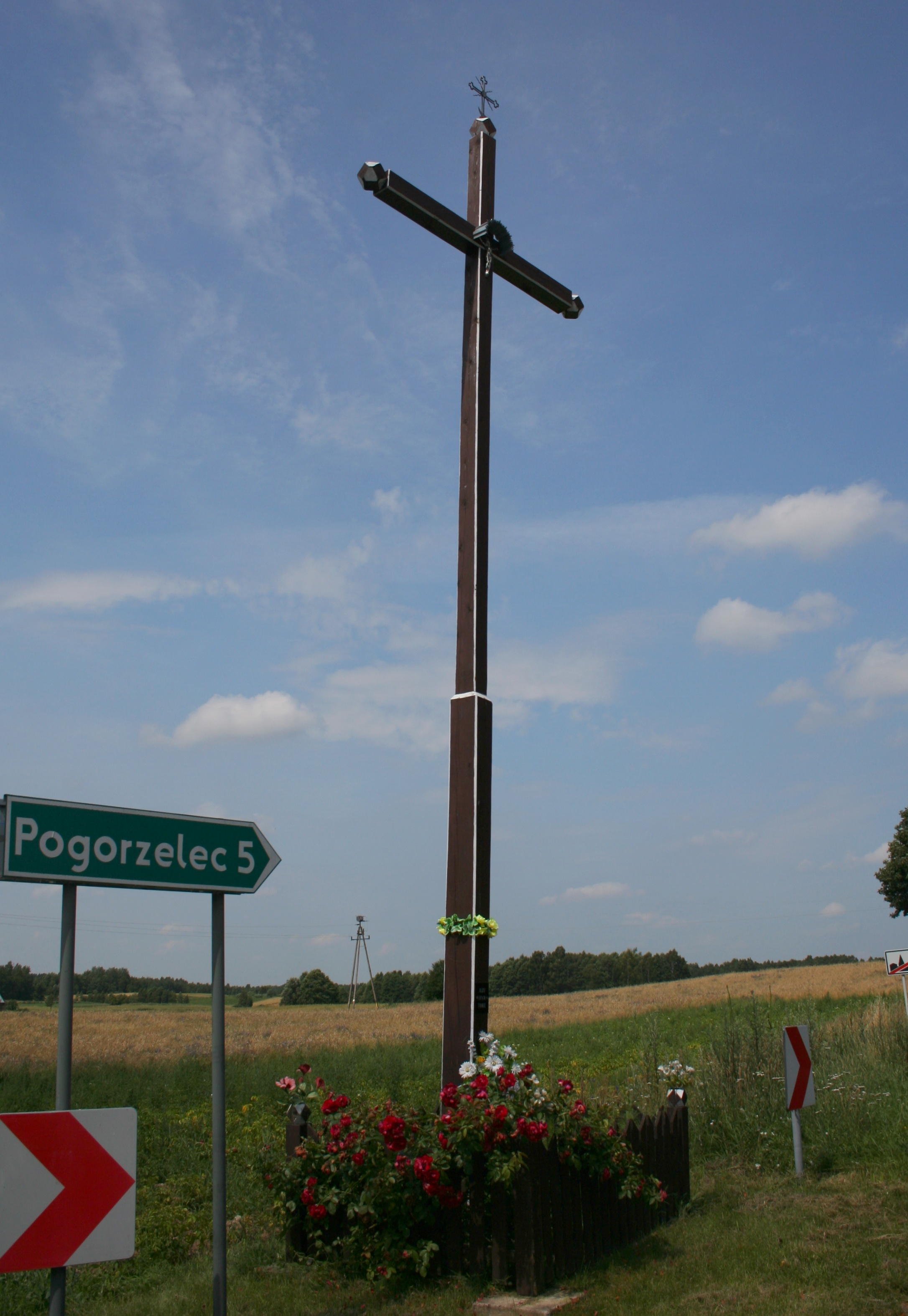
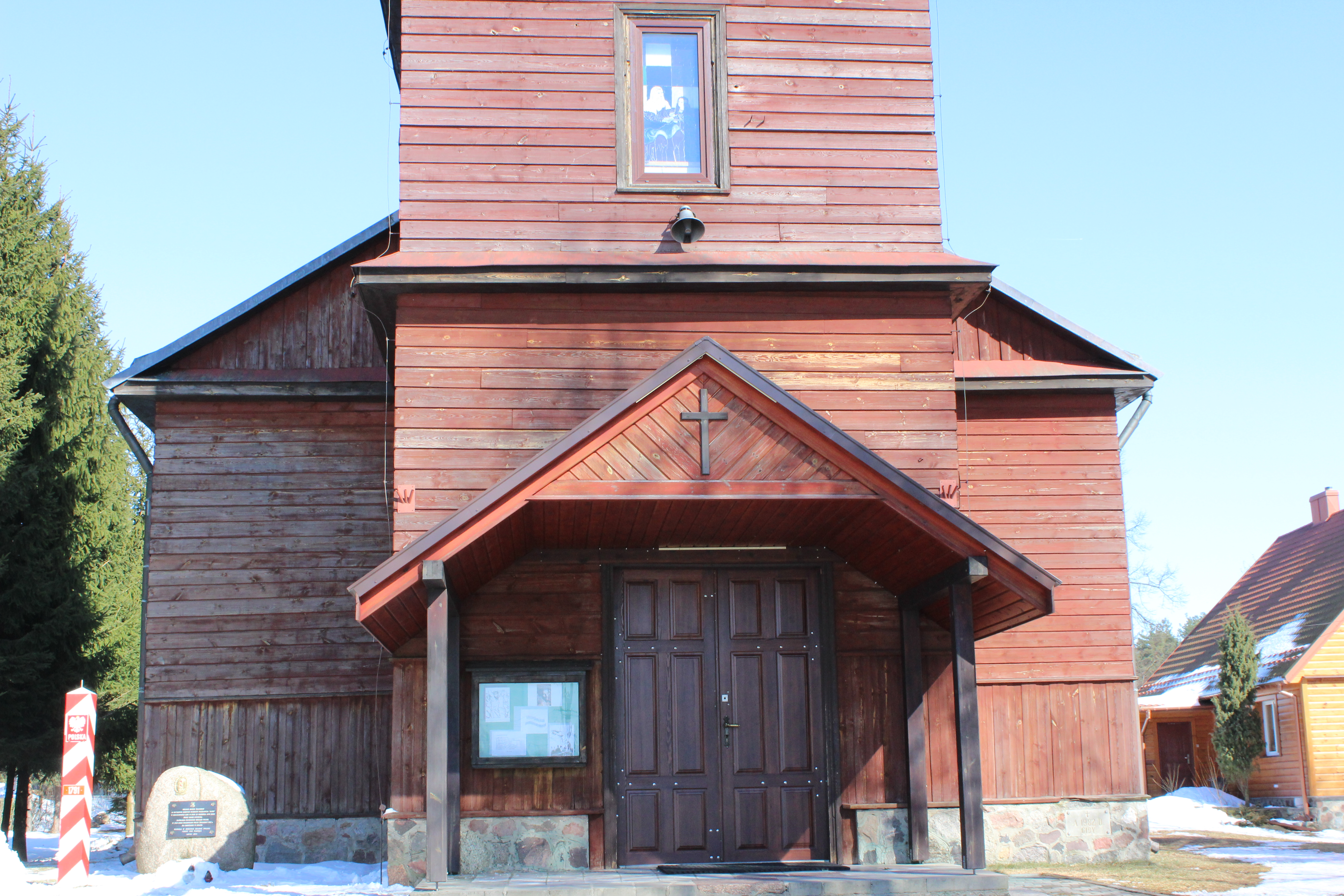
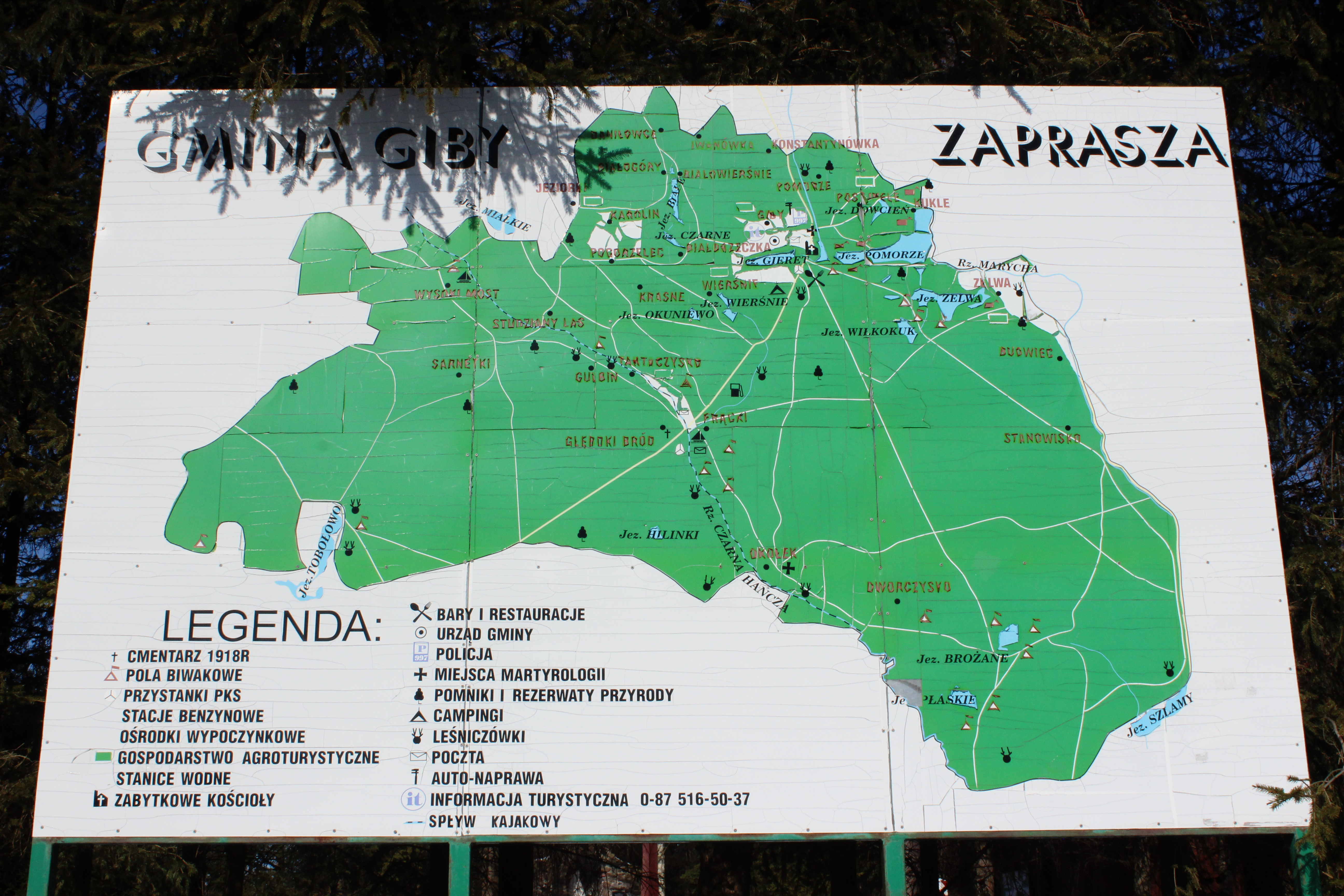

Ricopre una superficie di 323,57 km² e nel 2004 contava 2 991 abitanti.